# Lista de animes hentai
Esta é uma lista de notáveis animes do gênero hentai. Hentai é um gênero de anime ou mangá que contém conteúdo pornográfico.

## # 0-9
- 1+2=Paradise

## A
- Adventure Kid
- Akiba Girls
- Aki Sora[1]
- Alien from the Darkness
- Angel
- Angel Blade[2]
- Angels in the Court
- Angel of Darkness
- Another Lady Innocent

## B
- Beat Angel Escalayer
- Behind Closed Doors
- Bible Black
- Blood Royale
- Boku no Pico (Yaoi)
- Bondage Mansion
- Barabanba

## C
- Campus
- Call Me Tonight
- Cream Lemon
- Crimson Climax[2]
- Cool Devices

## D
- Daiakuji
- Dark Shell
- Demon Beast Invasion
- Discipline series
- Doctor Shameless
- Dragon Knight series
- Dragon Pink

## E
- Elven Bride
- Euphoria
- Enzai: Falsely Accused (Yaoi)

## F
- F³ (Frantic, Frustrated, Female)
- Fencer of Minerva
- Fish in the Trap (Yaoi)
- Fuzzy Lips[1]

## G
- G-Taste
- Girl Next Door
- Green Green: Erolutions

## H
- Harukoi Otome
- Hatsuinu
- Hininden Gausu
- Hot Tails

## I
- I Dream of Mimi
- Immoral Sisters series
- Imouto Paradise!
- Isaku
- Itadaki! Seieki[1]

## J
- Jiburiru - The Devil Angel

## K
- Kama Sutra (inspired by the book, the Kama Sutra)
- Kanojo x Kanojo x Kanojo
- Kite[1]

## L
- La Blue Girl series
- Legend of Lyon Flare
- Level C (Yaoi)
- Lolita Anime
- Lolita Anime (Nikkatsu)

## M
- Magic Woman M
- Magical Canan
- Magical Twilight
- Maki-chan to Nau[3]
- Maple Colors
- Marine a Go Go
- Megachu!
- MeiKing
- Mezzo Forte: Director's Cut
- Midnight Panther
- Milk Money
- Mizuiro
- Moonlight Lady
- My Sexual Harassment (Yaoi)
- Mystery of the Necronomicon

## N
- Night Shift Nurses[2]
- No Money (Okane ga nai, Yaoi)
- Nozoki Ana

## O
- Office Lingerie
- Ogenki Clinic Adventures

## P
- Papillon Rose
- Perverted Thomas
- Prism Ark
- Private Psycho Lesson

## R
- Rei Rei

## S
- Sensitive Pornograph (Yaoi)
- Sexy Sailor Soldiers
- Sex Taxi
- Sex Warrior Pudding
- Slave Doll
- Slut Girl
- Spaceship Agga Rutter[1]
- Sora no Iro, Mizu no Iro
- Stainless Night
- Stepmother's Sin
- Steal Moon (Yaoi)

## T
- Teacher's Pet
- The Rapeman
- Tokio Private Police
- Tournament of the Gods
- Tower of Etruria
- Twin Angels series

## U
- Urotsukidoji

## V
- Venus 5
- Viper GTS
- Virgin Night
- Vixens

## W
- Weather Report Girl
- Welcome to Pia Carrot
- Women at Work
- Words Worth